# 虎扑体育
虎扑（或称虎扑体育网、虎扑体育）是一个创始于2004年的万维网体育博客。虎扑体育介绍体育相关报道，例如英超等五大联赛、欧冠、中超联赛，篮球NBA、CBA，F1、NFL以及其它赛事信息、评论和分析。目前运营有虎扑网、“虎扑”App。虎扑用户自称为“JRs”，意指“家人们”，是虎扑用户的代称。
创始人为程杭，毕业于清华大学精密仪器专业，后获美国西北大学机械学系博士学位。

## 发展进程
2004年1月，创始人程杭在美国芝加哥求学时利用业余时间创立hoopCHINA篮球论坛，主要内容为翻译整理NBA的新闻与流言。立志“做最好的篮球网站”。
2006年，程航从美国回国，阿迪达斯成为公司第一个客户，金额6万元。
2007年9月，程杭和合伙人杨冰创办了上海雷傲普文化传播有限公司；运营hoopCHINA、GoaHi、Liangle、HelloF1四个体育资讯论坛。
2011年6月，单周用户访问量超过新浪体育，成为当时中国最大的体育网站。
2012年4月，将公司域名缩短为新域名hupu.com，并将hoopCHINA、GoaHi、Liangle、HelloF1域名统一到hupu.com之下。
2012年5月，成为NBL合作伙伴；同年10月，成为WCBA赞助伙伴。
2012年6月，成立电商平台识货。此外，网站内增设了彩票、游戏等服务。
2012年，Android、iPhone客户端正式上线，名为“虎扑看球”。
2013年5月，上海雷傲普文化传播有限公司更名为虎扑（上海）文化传播有限公司。
2014年，签约NFL中国，同时虎扑拓海成立。
2015年，与贵人鸟、景林资本联合成立资金规模20亿的体育产业基金——动域资本；“虎扑看球”App更名为“虎扑体育”。
2017年5月3日，宣布新上线“虎扑足球”App；8月初“虎扑体育”App更名为“虎扑”，并全面启用新LOGO。
2019年1月，成为英雄联盟官方合作伙伴&唯一官方合作社区；10月，成为CBA新赛季唯一官方合作社区。
2025年6月2日，迅雷公告称已完成对虎扑的收购，收购价格为5亿元。

## 融资进度
2007年，获得天使轮融资，晨兴科技投入100万美元。
2012年，获得海通开元、德晖资本4000万元B轮投资。
2014年，获得景林投资C轮1亿元投资。
2015年，获得贵人鸟D轮融资2.4亿元。
2018年，虎扑获得中金公司的6.18亿人民币E轮融资。
2019年，获得字节跳动12.6亿投资。